# Ki no Haseo

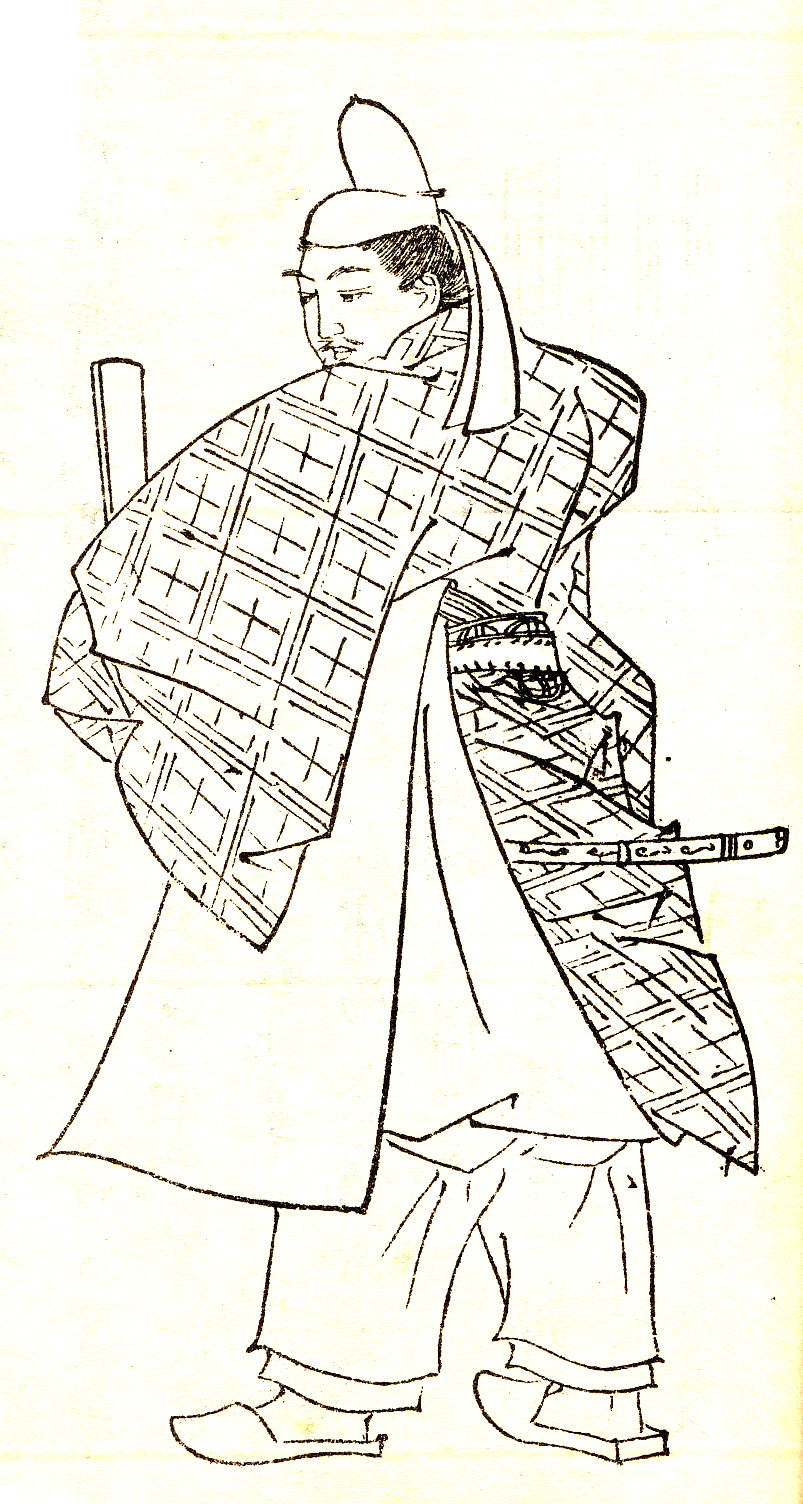
Ki no Haseo, dargestellt von Kikuchi Yosai

Ki no Haseo (jap. 紀 長谷雄; * 845; † 1. März 912) war ein japanischer Dichter, Gelehrter und Politiker.
Ki no Haseo war erst ein Schüler von Ōkura no Yoshiyuki und dann von Sugawara no Michizane, der ihn – neben sich selbst – als einzigen Dichter anerkannte, der auf dem wahren Pfad der Poesie sei. Er war ein hervorragender Kenner des Kanbun und Kanshi. Als Verfasser chinesischsprachiger Gedichte wurde er Bai Juyi gleichgestellt. Allerdings sind von seinen dichterischen Werken nur einige Gedichte in den Sammlungen Honchō monzui und Fusō-shū sowie Fragmente seiner eigenen Sammlung Kika-shū erhalten.
Ki no Haseo war Leiter (図書頭, Zusho-no-kami) des Zushoryō (図書寮) und ein Vertrauter des Tennō Uda. Als solcher stieg er, auch nach dessen Abdankung, beständig auf, bis er 911 zum Chūnagon ernannt wurde. In dieser Eigenschaft war lehrender Berater des Daigo Tennōs und an der Erarbeitung der Gesetzessammlung Engishiki beteiligt.